# St. Helena (Mutscheid)

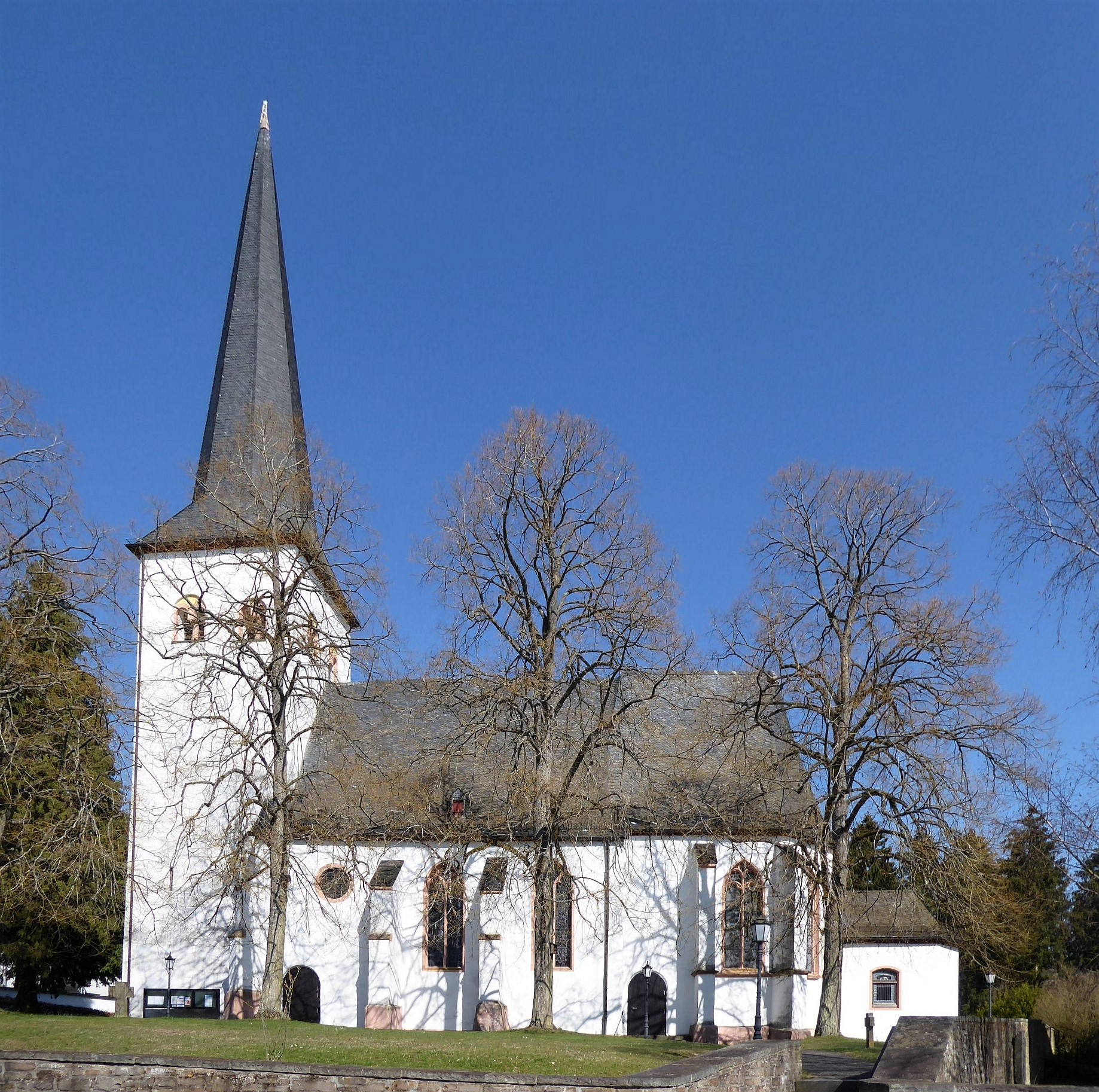
Pfarrkirche St. Helena, Turm (ohne die abgestürzte Turmzier) und alte Kirche von Süden (2019)

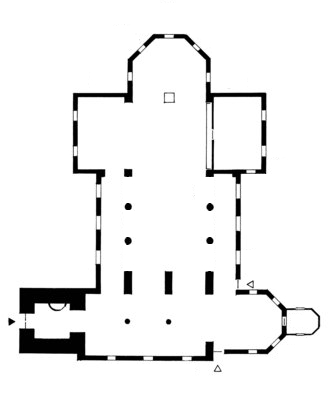
Grundriss der gesamten Kirche

Die römisch-katholische Pfarrkirche St. Helena in Mutscheid ist der heiligen Helena gewidmet und besteht aus drei zusammenhängenden Baukörpern, die zu unterschiedlichen Zeiten entstanden: einem romanischen Turm aus dem 12. Jahrhundert, der alten gotischen Kirche aus der Mitte des 15. Jahrhunderts und der neuen Kirche vom Beginn des 20. Jahrhunderts.

## Der Kirchturm
Der älteste erhaltene Teil der Kirche ist der hochromanische Turm aus dem 12. Jahrhundert im Westen des Bauwerks. Er war vermutlich Bestandteil einer Kirche, die 1173 laut den Statuten des Ahrdekanats zu dessen Sendkirchen gehörte. Weitere bauliche Überreste dieser Kirche sind nicht erhalten. Der Turm ist ein typischer quadratischer Wehrturm mit etwa 6,40 m Seitenlänge. Er ist viergeschossig und die Wände sind etwa 18 m hoch. Bedeckt ist der Turm mit einem achteckigen Turmhelm, so dass sich eine Gesamthöhe von etwa 40 m ergibt. Auf der Westseite befindet sich der frühere Haupteingang zur Kirche, der heute tagsüber den Zugang zu einem vergitterten Vorraum in der Kirche gestattet. Der Turm verfügt im oberen Wandbereich auf jeder Seite über zwei Klangarkaden mit Rundbögen. Er besitzt eine Turmzier in Form eines schmiedeeisernen Kreuzes mit aufgesetztem Hahn.

## Die alte Kirche

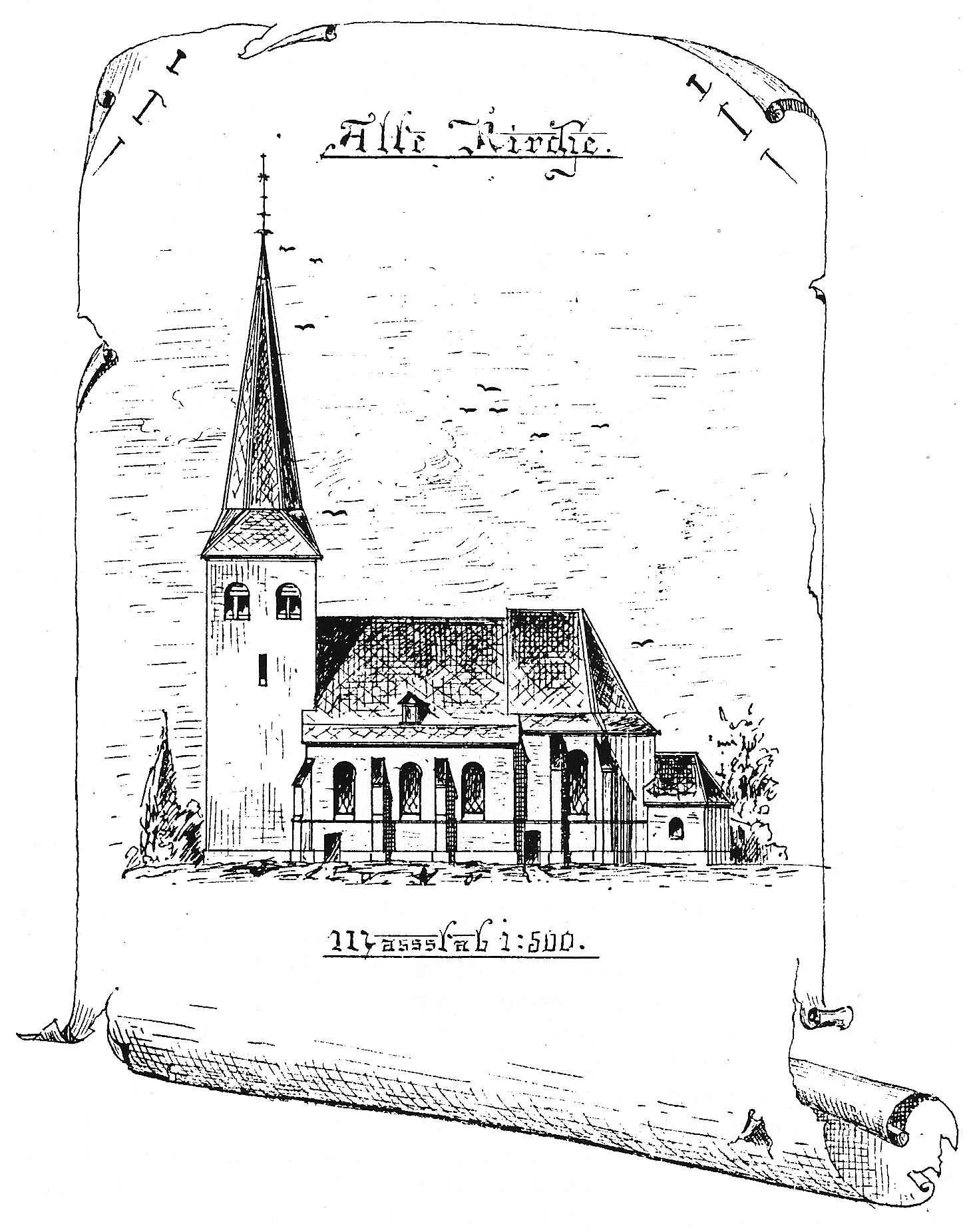
Zeichnung der alten Kirche des Architekten Anton Becker (1894)

Östlich an den Turm schließt sich eine zweischiffige, gotische Kirche an. Sie besitzt ein vierteiliges Kreuzrippengewölbe, das auf zwei Säulen ruht. Bemerkenswert sind die kunstvoll verzierten Schlusssteine dieses Gewölbes. Bei einer Renovierung wurde entdeckt, dass auch die Kappen zwischen den Rippen früher bemalt waren. Diese Malereien sind aber nicht konserviert worden. Im Osten schließt die alte Kirche mit einem Chorraum ab, der heute als Taufkapelle genutzt wird. Das Taufbecken aus Basaltlava stammt aus dem 12. Jahrhundert und vermutlich aus der Vorgängerkirche. Die alte Kirche wurde zwischen 1435 und 1457 geweiht. Zu dieser Zeit besaß sie aber vermutlich noch eine flache Decke, da einer der Schlusssteine des Gewölbes das Wappen der Herren von Orsbeck zeigt, die erst ab 1539 mit der Übernahme der Wensburg eine Verbindung zur Mutscheid hatten.

## Die neue Kirche

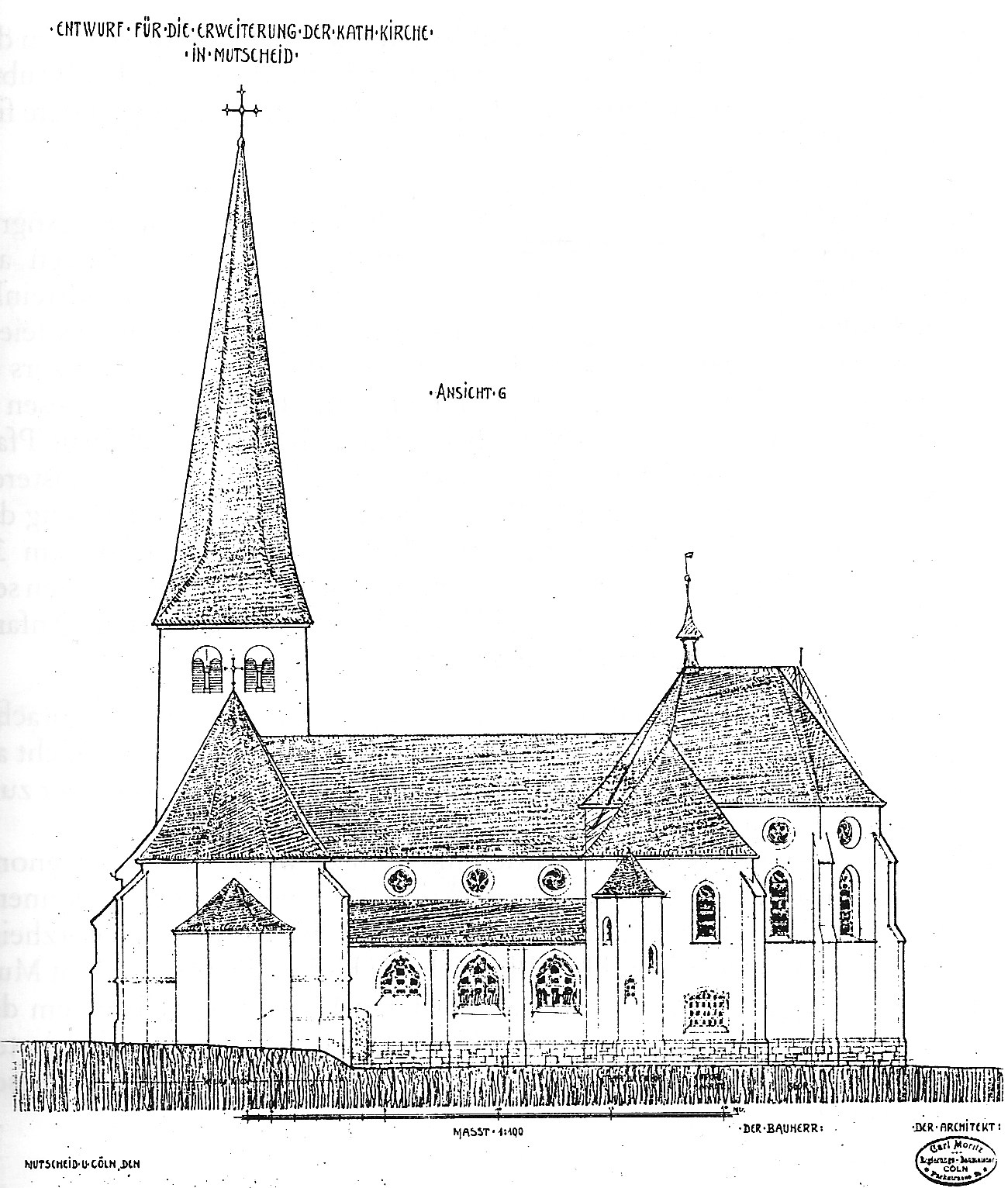
Entwurf der neuen Kirche von Osten, der annähernd so umgesetzt wurde. Carl Moritz 1910

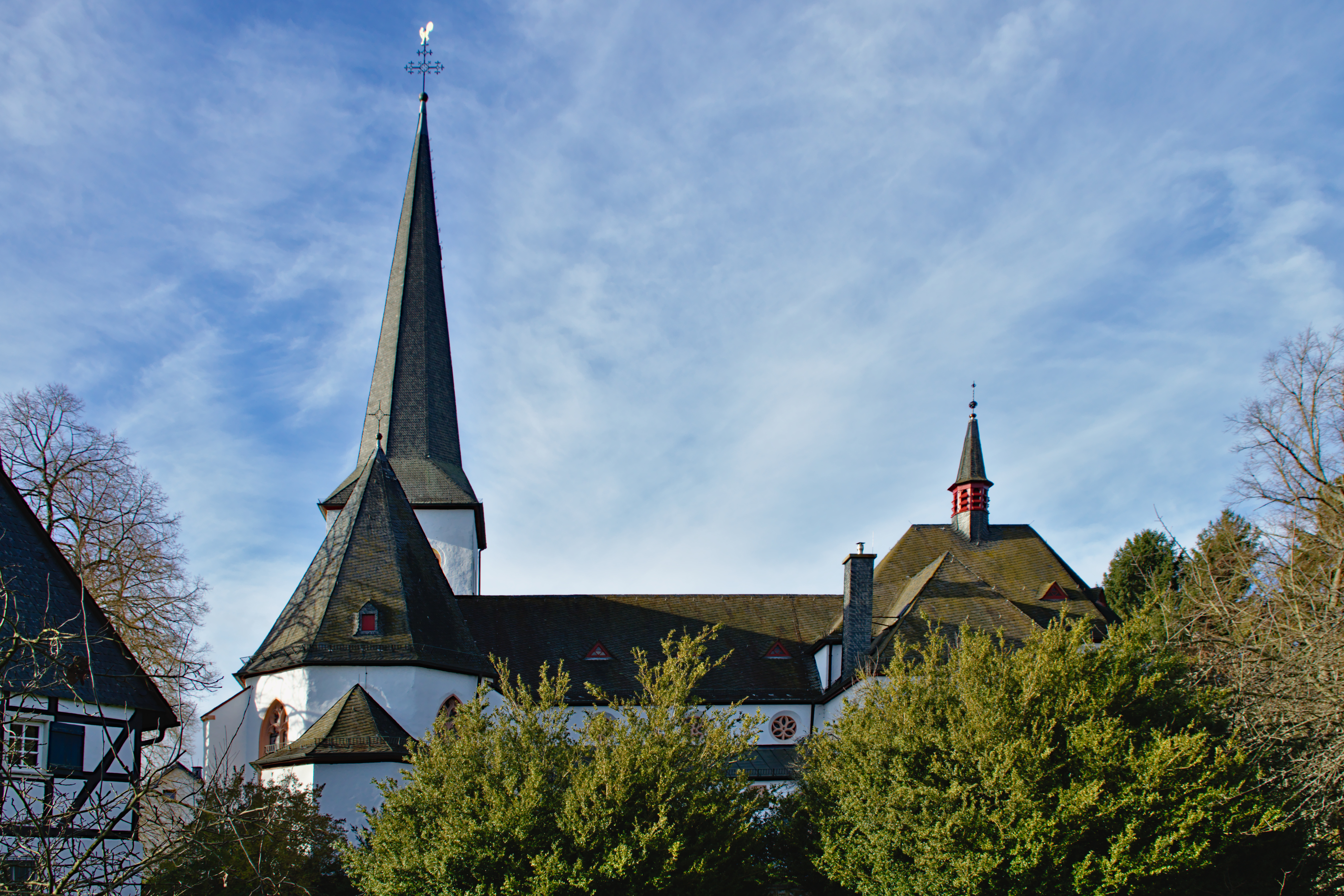
Ostansicht der Kirche

Zu Beginn des 20. Jahrhunderts wurde die Kirche nach Plänen des Kölner Architekten Carl Moritz erweitert, indem die Nordwand der alten Kirche durchbrochen wurde und in nördlicher Richtung, wenige Treppenstufen tiefer, eine dreischiffige Basilika mit Querschiff angebaut wurde. Der Chor dieser neuen Kirche liegt im Norden und beherbergt den barocken, kunstvoll geschnitzten Hochaltar sowie Altar, Ambo und Sedilien, die 1998 von der Bildhauerin Stefanie Weskott geschaffen wurden. In beiden Seitenschiffen finden sich kleinere Nebenaltäre. Im östlichen Querschiff ist die Sakristei untergebracht. Darüber liegt die Empore mit der Orgel. Überspannt wird die neue Kirche von einer Rabitzdecke. Stilistisch vom Jugendstil beeinflusst, setzt sie sich zwar von der alten Kirche ab, bricht aber nicht vollständig mit ihr. So finden sich viele der für die Gotik typischen Spitzbogenfenster. Die Alte Kirche ist zur Neuen hin offen und bietet Plätze mit Sicht auf den Altarraum, so dass alte und neue Kirche einen zusammenhängenden Raum für Messfeiern bilden.

## Die Fenster
Es sind keine originalen Fenster der alten Kirche mehr vorhanden. Das älteste Fenster der Kirche ist ein ornamentales Rundfenster in der Südwand der alten Kirche, das um 1900 durch die Firma Oidtmann hergestellt wurde. Die restlichen sieben Fenster der alten Kirche sind Spitzbogenfenster, die 1989 von Paul Weigmann entworfen wurden. Fünf Fenster zeigen florale Ornamente in Grau, während in den anderen beiden bunten Fenstern die floralen Ornamente durch Vögel ergänzt sind. Der Beichtraum enthält zusätzlich zwei identische, fast rechteckige Fenster mit grauen, geometrischen Kompositionen.
In der neuen Kirche sind noch alle Originalfenster der Firma Oidtmann aus dem Jahre 1911 erhalten. Der Chorraum enthält vier hohe Spitzbogenfenster, die Helena, Maria, Josef und den Erzengel Michael zeigen. Zwei weitere hohe Spitzbogenfenster mit Petrus und Magdalena als Motive befinden sich in der Stirnwand des westlichen Querschiffes. In den beiden Seitenschiffen befinden sich sechs flache Spitzbogenfenster, die die zwölf Apostel zeigen. Im Chorraum sowie im Lichtgaden des Hauptschiffes befindet sich über jedem Spitzbogenfenster ein Rundfenster mit Maßwerk. Diese Fenster zeigen Ornamente, die teilweise mehrfach wiederholt werden.
Auf der Empore findet sich noch ein Spitzbogenfenster mit Caecilia als Motiv. Auch die Sakristei enthält noch zwei Spitzbogenfenster, eins mit Alphonsus, das andere mit Aloysius und Petrus Canisius als Motiv.

## Die Orgel
Die Orgel ist in einer Empore über der Sakristei im östlichen Querschiff installiert. Sie wurde 1968 von der Firma Orgelbau Romanus Seifert & Sohn im Gehäuse einer alten Orgel von Johannes Klais Orgelbau aus der Zeit um 1800 installiert. Einige der alten Register wurden dabei übernommen. Sie ist mit einer elektrischen Spiel- und Registertraktur ausgestattet und verfügt über zwölf Register.
| 1. Manual |               |      |
| 1.        | Principal     | 8′   |
| 2.        | Hohlflöte     | 8′   |
| 3.        | Cornett       | 4′   |
| 4.        | Octave        | 4′   |
| 5.        | Waldflöte     | 2′   |
| 6.        | Mixtur 3.4 f. | 1/3′ |

| 2. Manual |              |    |
| 7.        | Gedackt      | 8′ |
| 8.        | Flöte        | 4′ |
| 9.        | Prinzipal    | 2′ |
| 10.       | Rohrschalmei | 8′ |
|           | Tremulant    |    |

| Pedal (C–C) |          |     |
| 11.         | Subbaß   | 16′ |
| 12.         | Gemshorn | 8′  |

## Das Geläut
Das Geläut mit dem Motiv "Ad te levavi animam meam. (Zu dir erhob ich meine Seele.)" besteht aus fünf Glocken:
| Name      | Schlagton | Gewicht (kg) | Gießer                                     | Gussjahr | Metall |
| --------- | --------- | ------------ | ------------------------------------------ | -------- | ------ |
| Helena    | fis' -4   | 760          | Peter Boitel, Luxemburg, Roermond          | 1809     | Bronze |
| Maria     | a' -2     | 580          | Derich und Heinrich Overraide              | 1563     | Bronze |
| Josef     | h' -1     | 340          | Wolfgang Hausen Mabilon, Fa. Mabilon & Co. | 1960     | Bronze |
| Elisabeth | cis' ' -2 | 240          | Wolfgang Hausen Mabilon, Fa. Mabilon & Co. | 1960     | Bronze |
| Johannes  | e' ' -1   | 130          | Wolfgang Hausen Mabilon, Fa. Mabilon & Co. | 1960     | Bronze |

Es existierte noch eine „große Glocke“ mit einem Gewicht von 1250 kg, die aber im Ersten Weltkrieg requiriert und eingeschmolzen wurde.
Die Helenaglocke wurde 1942 requiriert, konnte aber 1947 unbeschädigt aus Hamburg zurückgeführt werden.
Den zwei historischen Glocken bescheinigte Musikdirektor Jakob Schaeben aus Euskirchen eine "musikalisch ergreifende Wirkung". Nachdem das Geläut 1960 ergänzt wurde, bewertete er es als "musikalisch reiches, im weitesten Umkreise originelles und in zahlreiche Kombinationen teilbares Geläut".

## Das Dach
Alle Dachflächen von Turm und Kirche sind schiefergedeckt. Während die Dächer von Hauptschiff und Seitenschiffen auf einer Höhe sind, ist das Dach über dem Chorraum der neuen Kirche deutlich erhöht. Gekrönt wird es von einem kleinen Dachreiter, der Klangarkaden aufweist, aber keine Glocke beherbergt. Neben der Turmzier ist ein weiteres Kreuz über dem Chor der alten Kirche angebracht. Beide stürzten in den Stürmen des Winters 2018/19 hinunter und wurden im Herbst 2019 wieder neu angebracht.